# Behrouz Rahbarifar
Behrouz Rahbarifar (pers. بهروز رهبری‌فر; Tehran, 7 agosto 1972) è un ex calciatore iraniano, di ruolo difensore.

## Carriera
Ha sempre giocato nel campionato iraniano, che ha vinto 6 volte.

### Nazionale
Con la maglia della nazionale ha preso parte alla Coppa d'Asia 2000.

## Palmarès

### Club

#### Competizioni nazionali
- Campionato iraniano: 6

Persepolis: 1995-96, 1996-1997, 1998-99, 1999-00, 2001-02
Pas Tehran: 2003-04